# Сира (виноград)
Сира́ (фр. Syrah), или Шира́з (англ. Shiraz) — сорт винограда из долины Роны, ныне выращиваемый по всему миру для изготовления мощных, насыщенных красных вин. Реже используется для производства иных видов вина. 
На протяжении столетий служил для создания вин на холме Эрмитаж, что возвышается на берегу Роны напротив Турнона. Эти вина пользовались в XVIII—XIX веках таким успехом, что и сама лоза также именовалась «Эрмитаж» (фр. Hermitage).

## Происхождение
В Австралии и других англоязычных странах этот французский сорт с XIX века известен как Шираз, что породило легенды о его персидском происхождении. Шираз — древний персидский город, прославленный в числе прочего своим вином. На основе названия сорта многие считали, что данный сорт был выведен в Ширазе, откуда со временем попал в регион Рона — Альпы, где название города в результате искажения якобы превратилось в «Сира».
Проведённые в 1999 году генетические исследования показали, что Сира и сорта-родители (Mondeuse Blanche, Dureza) происходят из ограниченного района на юго-востоке Франции, расположенного в непосредственной близости от холма Эрмитаж. О глубокой древности этой линии винограда свидетельствуют более поздние (2019) находки генетиков, которые при анализе органических останков из древнеримского поселения установили, что они принадлежат одному из предков сиры.

## География и характеристики
Сира — технический сорт винограда для производства красных и розовых вин, среднего срока созревания. Старые виноградники имеют низкую урожайность, которая является условием хорошего качества вина.
В конце XX века благодаря уникальному ароматическому диапазону и усилиям лоббистов ронских сортов Сира стал одним из самых распространённых сортов технического чёрного винограда. Теперь выращивается практически повсеместно в странах, производящих вино. Помимо Франции и Австралии (где он хорошо себя зарекомендовал ещё в XIX веке), теперь присутствует на виноградниках США, Новой Зеландии, Южной Африки, Чили, Аргентины и т. д.

## Вина

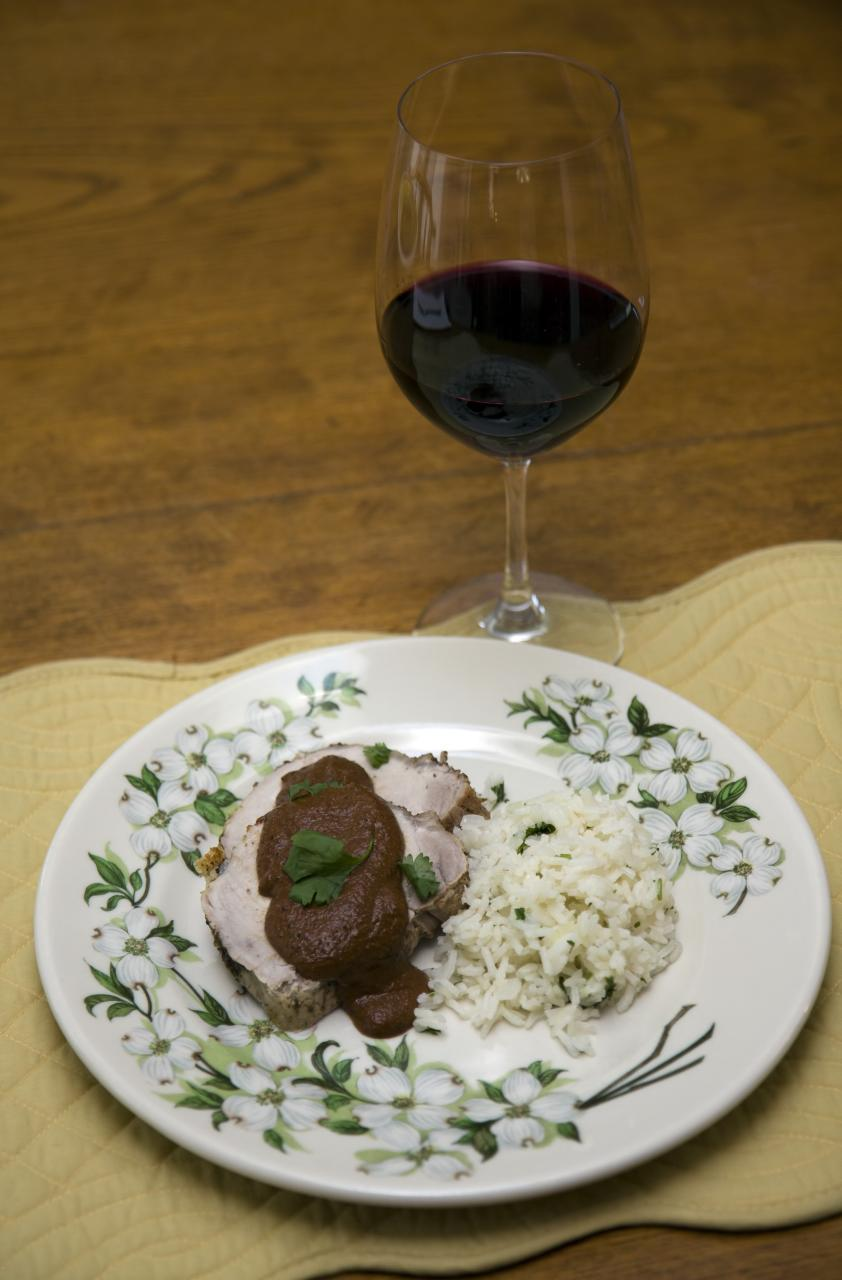
Сортовое вино выделяется глубоким, насыщенным цветом

Даёт тёмные, густо окрашенные вина, хорошо созревающие и выдерживающие длительное хранение. Один из немногих сортов чёрного винограда, вино из которого по насыщенности вкуса, глубине цвета, богатству аромата и способности к длительной выдержке на равных конкурирует с каберне-совиньоном. По содержанию танинов и отсутствию прозрачности даже превосходит последний. По словам винного критика Э. Джеффорда, «сиру отличает мощный ароматический потенциал: у немногих сортов такой впечатляющий диапазон — от цветов до сливок, перца, специй, дыма и кофе».
Австралийские ширазы за счёт более жаркого климата ярче и крепче (14,5 — 15,5 %) французских: «В Северной Роне, особенно в Эрмитаже и Кот-Роти, из сиры получается острое, смолистое вино с лакричными ароматами. В Австралии вина из шираза — с богатым, сладким фруктовым вкусом, чем-то близким к портвейну». В южной части долины Роны (например, в Шатонёф-дю-Пап) сира входит в классический ассамбляж с гренашем и мурведром, обозначаемый аббревиатурой GSM.